# شركة جيم دايموند
شركة جيم دايموند (بالإنكليزية: Gem Diamonds) ورمزها (س ل أ م: GEMD) هي شركة بريطانية رائدة عالميا بتجارة وتعدين الألماس، ومقرها لندن وهي عنصر تأسيسي لمؤشر فوتسي 250 (بالإنجليزية: FTSE 250 Index)‏.

## تاريخ الشركة
تأسست تلك الشركة في عام 2005. وفي عام 2006 أعلنت الشركة أنها قد عثرت على قطعة من الألماس وزنها 603 قيراط في منجم ليتسنج للألماس، وقد كانت أول شركة قيدت في بورصة لندن في عام 2007، استثمار رجل الأعمال علي العودي بقيمة 50 مليون دولار عام 2005.
وفي 22 سبتمبر 2008، أعلن أن عمال المناجم في منجم ليتسينج للألماس في ليسوتو قد عثروا بتاريخ 8 سبتمبر على حجر ماسي خام، وقدر خبراء الألماس أن يأتي تصنيف الحجر الكريم المُكتشف في المرتبة 20 من حيث حجمه، صنف اللون هو (II D)، ويزن 478 قيراطا مع احتمال أن يصل وزنه 150 قيراط بعد الصقل. وقال المدير التنفيذي للشركة كليف الفيك (Clifford Elphick): «يشير الفحص الأولى لحجر الألماس المميز إلى أنه سيعطي ماسة صقيلة تحطم الأرقام القياسية لأفضل ماسة من حيث اللون والنقاء. ولا توجد إضافات مرئية بشكلها الطبيعي».

## أعمال الشركة
للشركة عدة مناجم بالدول التالية:
- أنغولا
- أستراليا
- بتسوانا
- جمهورية أفريقيا الوسطى
- جمهورية الكونغو الديمقراطية
- ليسوتو
- إندونيسيا